# إيزابيل تشارتراند
إيزابيل تشارتراند هي لاعبة هوكي الجليد كندية، ولدت في 20 أبريل 1978 في أنجو في كندا.

## وصلات خارجية
- إيزابيل تشارتراند على موقع EliteProspects.com (الإنجليزية)
- إيزابيل تشارتراند على موقع اللجنة الأولمبية الدولية (الإنجليزية)
- إيزابيل تشارتراند على موقع أوليمبيديا (الإنجليزية)